# Sontheim an der Brenz
Sontheim an der Brenz település Németországban, azon belül Baden-Württembergben. Lakosainak száma 5917 fő (2023. december 31.).

## Népesség
A település népessége az elmúlt években az alábbi módon változott:
| Lakosok száma | 4454 | 4802 | 5103 | 5061 | 5301 | 5645 | 5694 | 5602 | 5354 | 5917 |
|               | 1961 | 1967 | 1974 | 1980 | 1987 | 1993 | 2000 | 2006 | 2013 | 2023 |